# Agustí Soler i Fosas
Agustí Soler i Fosas (Sant Joan de Vilatorrada 1900 - El Camp de la Bota, 8 de novembre de 1939) fou un pagès i polític català, alcalde de Sant Joan de Vilatorrada en temps de la 2a República, que va ser afusellat pel franquisme.

## Biografia[calcitació]
Agustí Soler i Fosas, pagès de professió, s'afilià a Esquerra Republicana i a la Unió de Rabassaires. Fou detingut i empresonat arran de la seva participació en els Fets d’Octubre de 1934.
Formà part del comitè antifeixista del poble constituït a l'inici de la Guerra Civil fins a l’octubre de 1936, quan fou nomenat alcalde. Ocupà el càrrec fins que el 15 de maig de 1938 fou mobilitzat per anar al front. Amb l'entrada de les tropes franquistes, fou detingut i condemnat per un tribunal militar i afusellat al Camp de la Bota el 8 de novembre de 1939.
El 2014 se li feu un acte d'homenatge al seu poble, i el 2019 es donà el seu nom a l'antic carrer d'Orient.